# Fersenska mordet

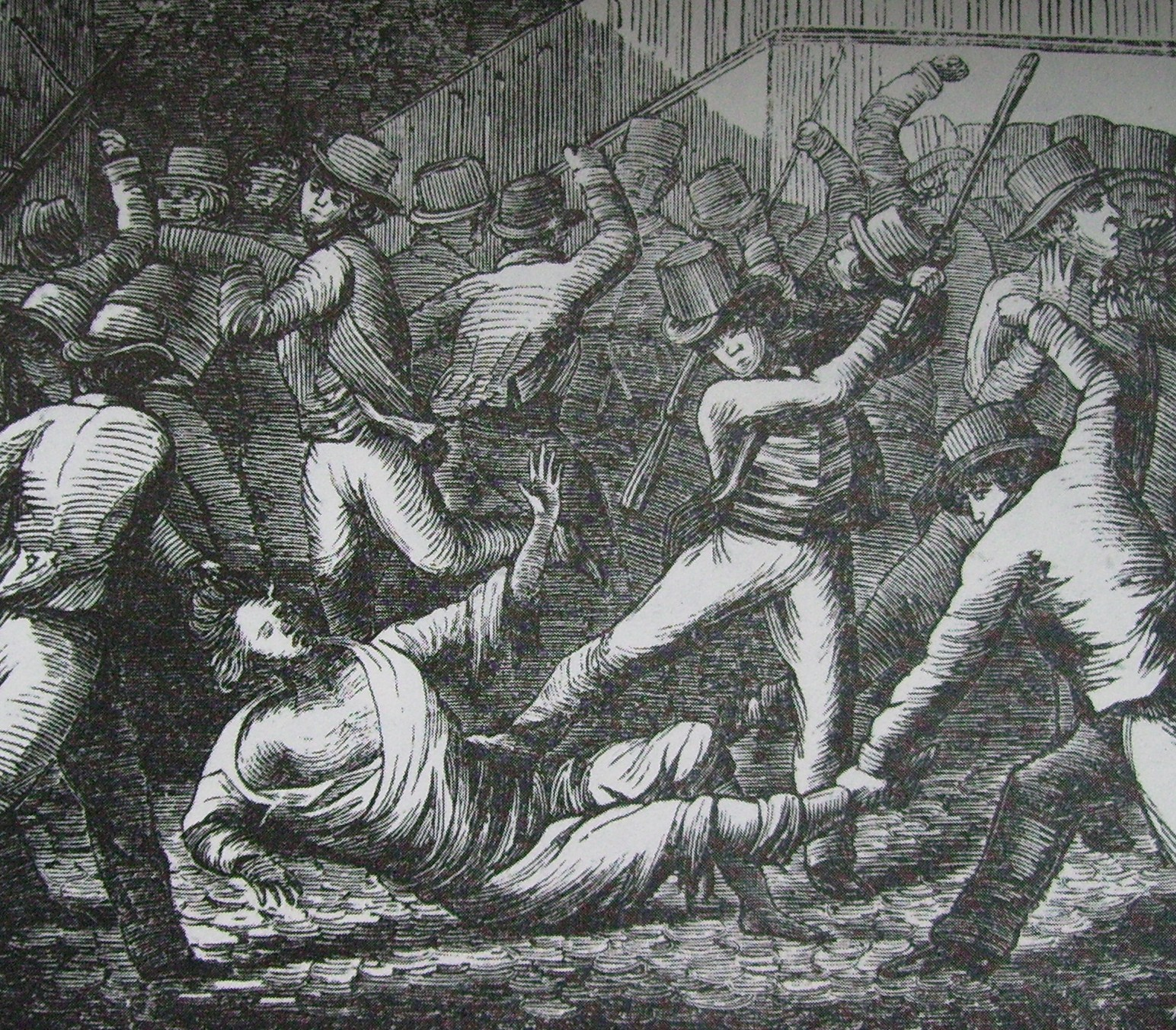
Fersenska mordet, 1810.

Fersenska mordet kallas lynchningen av Axel von Fersen den 20 juni 1810 utanför Bondeska palatset i Stockholm. Axel von Fersen var Sveriges riksmarskalk och blev, i samband med kronprins Karl Augusts likprocession, attackerad och brutalt misshandlad till döds av en uppretad folkmassa utan att de utposterade soldaterna ingrep. Händelserna har kallats "den svenska vanärans botten".

## Bakgrund
Sveriges kung Gustav IV Adolf avsattes vid en militärkupp den 13 mars 1809. Han efterträddes av sin farbror, hertig Karl, Karl XIII. Denne var dock åldrig och saknade levande legitima arvingar, varför den danske prinsen Kristian August av Augustenburg valdes till tronföljare. Kronprins Karl August, som namnet ändrades till, var folklig och gjorde sig snabbt populär. Under en militärövning den 28 maj 1810 på Kvidinge hed i Skåne drabbades kronprinsen av ett slaganfall och dog. Rykten började omedelbart florera om att kronprinsen blivit mördad. 
Axel von Fersen och hans syster Sophie von Fersen var gustavianer, vilka tidigare verkat för att tronföljden istället skulle gå till prins Gustav, Gustav IV Adolfs son. Vid kronprins Karl Augusts död blev frågan om tronföljden åter öppen. De adelsmän som avsatt Gustav IV Adolf hade starka skäl att inte vilja se den avsatte kungens son som tronföljare. Vid kronprins Karl August död spreds därför ryktet att han blivit förgiftad och att syskonen von Fersen låg bakom detta. En del komplikationer med obduktionen förstärkte misstankarna och i Stockholm spreds bland annat diverse smädeskrifter på temat att Fersen låg bakom dödsfallet.

## Mordet
Den 20 juni 1810 nådde det kungliga liktåget Stockholm där kronprinsens kista skulle föras till Stockholms slott. Enligt den tidens protokoll skulle riksmarskalken eskortera den kungliga likprocessionen genom Stockholm. Stämningen var spänd, nidskrifter och hotbrev florerade. Många hade hört rykten om oroligheter och Stockholms gator flödade av gratis brännvin. Flera personer försökte övertala Axel von Fersen att inte medverka, men han ville fullfölja sin plikt, och dessutom var han ju inte skyldig till anklagelserna. 
Det kungliga följet med den avlidnes kista tillbringade sista natten i Salems kyrka. Eskorterade av Mörners husarer nådde de på förmiddagen värdshuset på Liljeholmen. Strax därefter anlände riksmarskalken Axel von Fersen som inspekterade vagnarna och kontrollerade att de stod i protokollsenlig ordning nedanför Nybodabacken. Klockan tolv startade processionen, Katarinas klockor ringde, Maria Magdalena svarade och de andra kyrkorna följde efter. 
Ordningen i likprocessionen var, helt enligt protokollet, som följer: 
- Först red Isaac Lars Silfversparre med sina båda adjutanter, överste Berger och löjtnant Ruuth.
- Därefter kom skvadronen ur Livgardet till häst under ryttmästare Åkerhielms befäl.
- I de närmast följande hovvagnarna åkte hovstaten, åtföljda av två hingstridare.
- Så kom riksmarskalkens galavagn med sina sju glasfönster och sin gyllene grevliga krona på taket. Den drogs av sex välryktade vita hästar med purpurröda marokängselar, med beslag av förgylld brons. Tre lakejer gick på var sida om ekipaget, klädda i vita livréer med breda, flerfärgade snören på alla sömmar. Synlig för alla åskådare satt riksmarskalken ensam i vagnen, med sitt långa gråa hår utslaget, såsom etiketten föreskrev. Han var klädd i Serafimerordens ordensdräkt, vilket innebar en vit dräkt med en svart fotsid kappa med serafimerordens blå band och han höll den florbehängda riksmarskalksstaven i sin behandskade hand. Det i guld och granna färger lysande riksmarskalksekipaget bildade en kraftig kontrast till den efterföljande delen av likprocessionen, men enligt etiketten fick det aldrig finnas något svart på den vagn landets riksmarskalk färdades i.
- Åtta svarta hästar med selar i samma färg, körda av understallmästare Ehrengranat, drog den enkla likvagnen. Under den långa färden från Skåne hade den blivit mycket dammig. Fyra generaladjutanter red omkring vagnen och bar upp var sitt hörn av det svarta bårtäcket, som på skalden Adlerbeths önskan klätts med ett silverskir (ett tunt (genomskinligt) tyg med invävd silvertråd). En löjtnant ur Svea livgarde och en ur Livgardet till häst färdades på var sin sida om dem och tjugofyra stånddrabanter med fällda bardisaner omgav vagnen. Närmast efter gick en vicekorpral och sex livdrabanter.
- I den sista av de tre följande vagnarna åkte livmedikus Josef Rossi.
- Därefter följde de Mörnerska husarerna.
- Efter dem kom i diskret skymundan den döde kronprinsens reseekipage.

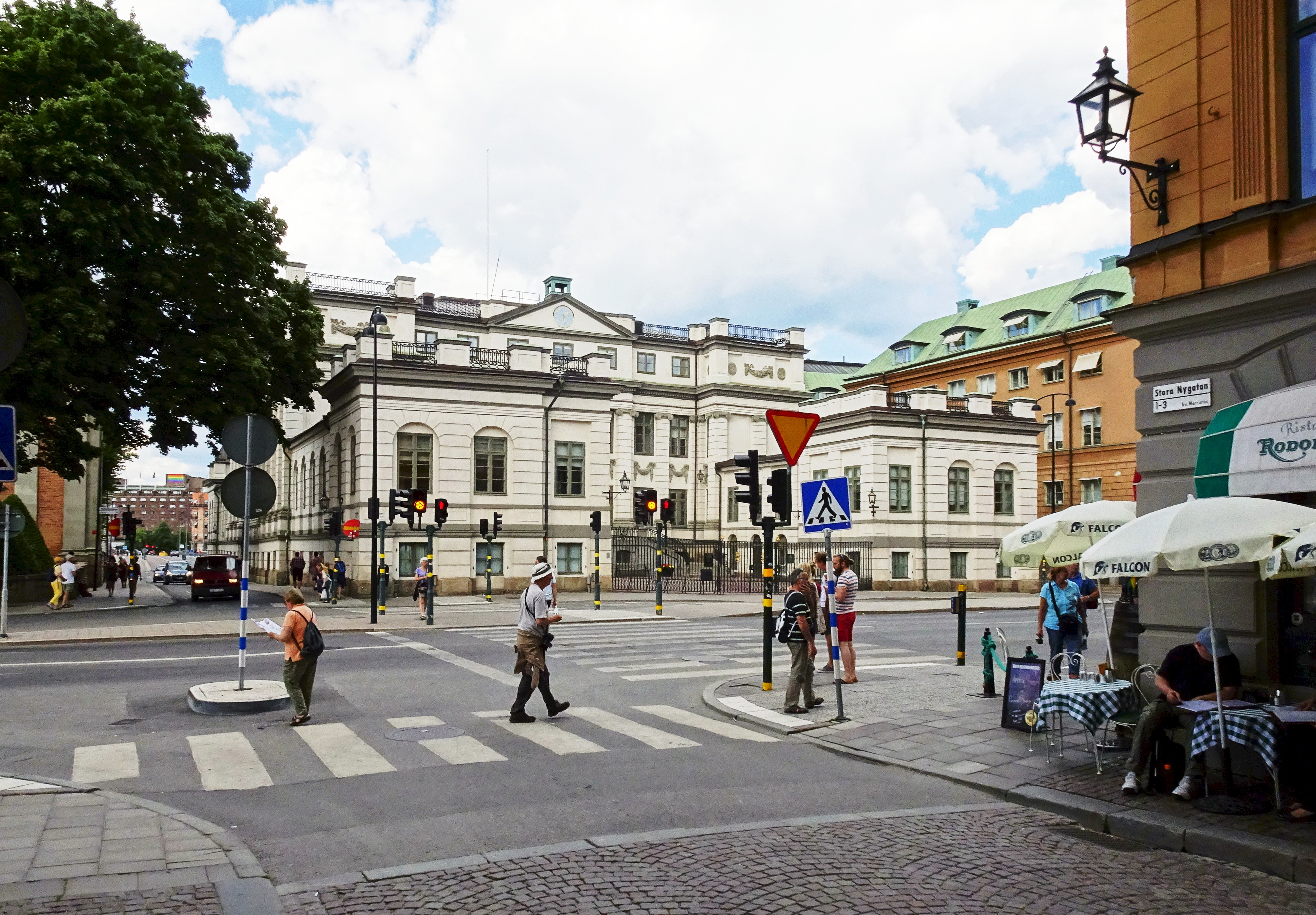
Mordplatsen på Riddarhustorget i juli 2016.

Redan då likprocessionen passerade Södermalm kastades stenar på den förgyllda vagnen med riksmarskalken. Stenarna krossade vagnens glas och träffade greven, bland annat i huvudet. Vid Hornsgatan tilltog kravallerna och den alltmer tilltagande folksamlingen kallade Fersen "mördare"  medan stenar och mynt kastades mot vagnen. Vid Kornhamnstorg eskalerade stenkastningen mot vagnen och hela Stora Nygatan var fylld av den upprörda folkmassan. Vid de första tvärgränderna på Stora Nygatan rusade den med käppar beväpnade mobben fram till Fersens vagn och inledde misshandeln. Vid det ögonblicket var alla sju fönster i riksmarskalkens vagn sönderslagna.  Vid Stora Gråmunkegränd kopplades hästarna bort från Fersens vagn, medan resten av det omedvetande liktåget fortsatte upp mot slottet. Huset intill där Fersens vagn stod var det så kallade Hultgrenska huset, Stora Nygatan 6 (idag Stora Nygatan 1), vilket ägdes av Hultgren från poliskåren. Portvakten hette Bartholin och lyckades dra med sig Fersen in i huset, där det fanns en krog.

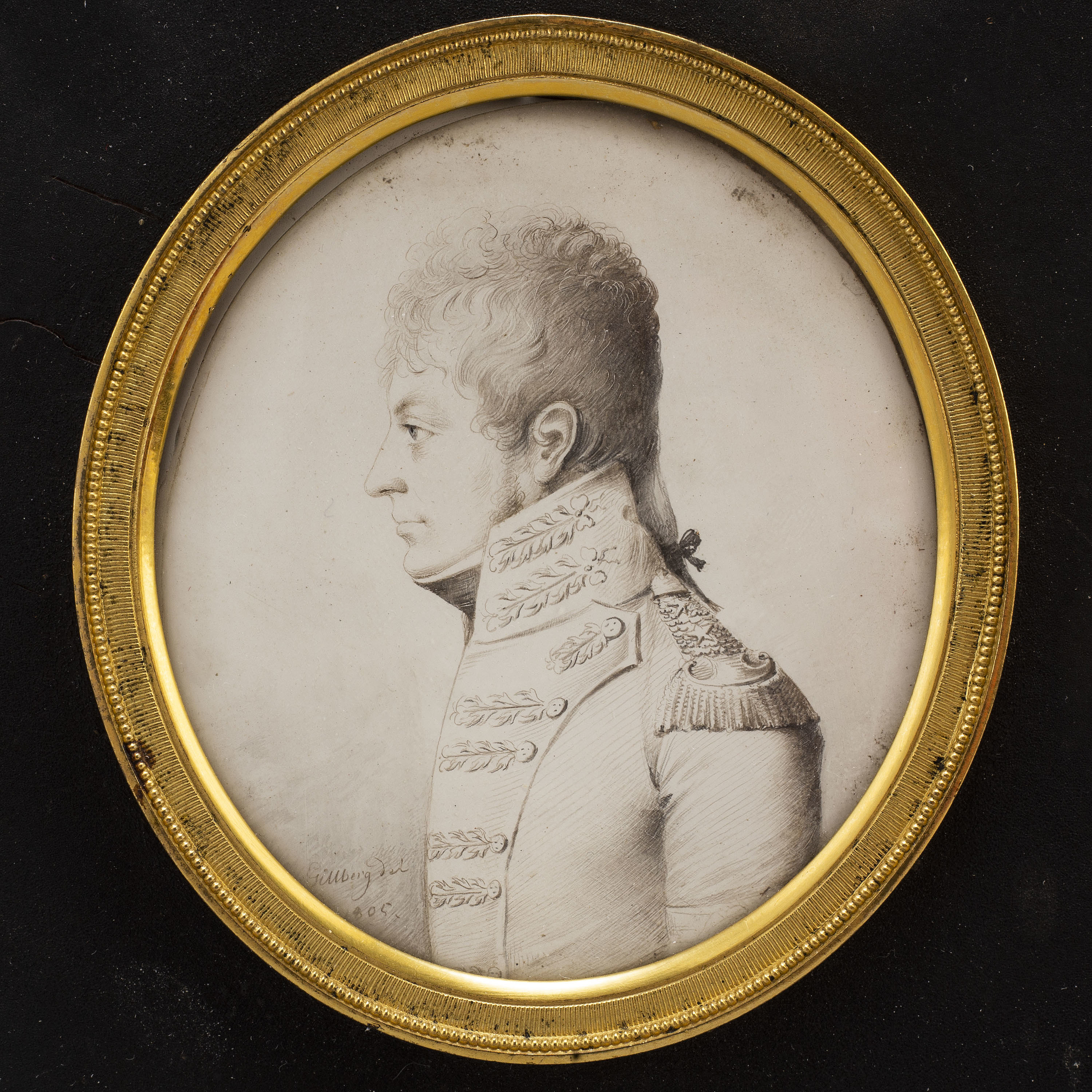
Nils Djurklou avporträtterad 1805 iklädd Svea Livgardes uniform för en kapten.

Stämningen på krogen blev dock snabbt hätsk och trots hovmarskalken Isaac Lars Silfversparres (som förde befäl över garnisonen i Stockholm) närvaro förvärrades situationen alltmer. Silfversparre drog med sig von Fersen i riktning mot Bondeska palatset för att där försöka få von Fersen i säkerhet. Under tiden fortsatte dock misshandeln. I folkmassan förlorade Fersen greppet om Silfversparres arm och blev åter misshandlad, varvid Fersen bad om hjälp av general Eberhard von Vegesack, som också försökte hjälpa Fersen, men dennes häst stegrade sig och därmed förlorade Fersen greppet om tyglarna. På Riddarhustorget stod Svea livgarde uppställt med för fot gevär och Fersen fördes av Ehrengranat mot soldaterna, till vilka Fersen ropade: "Gossar, fräls mig." Fersen sprang in mellan de uppställda leden och några av soldaterna försökte till en början hjälpa von Fersen genom att rikta bajonetterna mot folkmassan, men major Nils Djurklou, som förde befälet över manskapet, gav order att soldaterna skulle falla tillbaka in i leden, vilket skedde. Ehrengranat försökte förmå Djurklou och major Carl Lovisin att undsätta Fersen, men dessa hade endast svarat att de inte hade order till det och samtidigt yttrade Lovisin att det var olyckligt att soldaterna inte hade sina gevär laddade. Karl XIII hade låtit förbjuda att skarpa skott fick användas av militärerna under kronprinsens begravning, fastän han mottagit två varningar om vad som skulle hända med riksmarskalk von Fersen. Kort tid efter detta låg Axel von Fersen ihjälslagen på Riddarhustorget och ingenting hade gjorts av Svea livgarde för att rädda honom.

## Senare händelser
Pöbeln, som attackerat och dödat von Fersen skingrades inte efter mordet, utan folksamlingen fanns kvar på Riddarhustorget under hela dagen och eftermiddagen. Det rådde hätsk stämning på torget och fler och fler ropade att "det minsann fanns fler andra herrar, som borde stå till svars". General Carl Johan Adlercreutz, som tidigare bevittnat misshandeln av Axel von Fersen, beordrade att en division sexpundiga kanoner skulle ställas ut på Riddarhustorget och samtidigt lät han beväpna samtliga militärer. Adlercreutz befallde folkmassan att lämna torget, men han möttes av hånrop.
Adlercreutz lät då Svea livgarde marschera ut och då skingrades folket och situationen lugnades fram till klockan fyra på eftermiddagen. Karl XIII ville utfärda en proklamation, men oroligheter tilldrog innan denna var klar. Folk drogs till slottet och då lät Adlercreutz ladda skarpt samt rulla fram två trepundiga kanoner och sade till den upprörda folkmassan att han hade för avsikt att använda vapnen. Folket svarade med att slänga stenar mot soldater och befäl och även Adlercreutz fick stenar mot sig, då denne försökte tala till folket. En liten skvadron ur Livgardet till häst gjorde en chock och därmed kunde Stora Kyrkobrinken rensas på folk. Kyrkobrinken fylldes dock snart igen och en pluton av Svea livgarde öppnade eld mot den angripande folkmassan. På norr fortsatte kravallerna och Adlercreutz lät kavalleriet göra en chock och därmed lugnades situationen. Under dessa kravaller stupade tre soldater och ett antal ur folkmassan dog och skadades. Drottning Charlotta skrev dock därefter om "hundratals dödsoffer". Om händelsen och sina vidtagna åtgärder, skrev Adlercreutz i en rapport den 25 juni 1810.
Efter mordet på von Fersen hölls rundliga utfrågningar med över 900 personer, men utredningen ledde ändå bara till att ett fåtal delaktiga kunde utpekas. Skeendet hade varit kaotiskt. Antagligen fanns två konspirationer i kravallerna; en som ville åstadkomma en svensk revolution, en annan som bara ville krossa gustavianerna genom att låta gripa von Fersen, och kanske med falska dokument "avslöja" gustavianernas kupplaner. Gustavianerna ville ha Gustav IV Adolfs son prins Gustaf som kronprins, och deras motståndare, 1809 års män, vilka legat bakom Gustav IV Adolfs avsättning, ville förhindra detta. "1809 års män" önskade få nästa riksdag (då Bernadotte sedermera valdes till kung) förlagd utanför Stockholm för att skapa politisk förvirring. Sannolikt tappade konspiratörerna kontrollen över situationen. Kejsar Napoleon I lär ha yttrat att svenska regeringen varit inblandad, och möjligen skulle vaktbefäl och andra militärer ha varit mutade. I den följande rättegången mot de utpekade ansvariga för mordet på riksmarskalken blev exempelvis Djurklou och Lovisin helt friad från misstanke om tjänstefel.
Beträffande kronprins Karl Augusts död fastställde domstolen senare att dödsorsaken var ett slaganfall. Alla rykten om förgiftning hade alltså varit grundlösa och riksmarskalkens oskuld kunde inte längre betvivlas. Både Axel von Fersen och hans syster Sophie friades av Svea hovrätt. 
Den 2 december 1810 fick von Fersen den värdiga begravning som anstod honom i egenskap av en av rikets herrar, serafimerriddare och riksmarskalk. Kistan fördes från Steninge slott, först till riksmarskalkens rum på Stockholms slott där den stod en natt. Nästa dag fördes kistan i procession genom staden ner till Riddarholmskyrkan. Efter begravningen fördes kistan till Ljungs kyrka för gravsättning. 
Mordet på Axel von Fersen har senare kommit att beskrivas som "Den svenska vanärans botten" och trots att man har kännedom om vad det var som skedde under mordet, dömdes endast fyra personer i den kommande rättegången, däribland finlandssvensken Otto Johan Tandefelt, som krossade von Fersens bröstkorg under lynchningen.

## Fersens vålnad
I svensk folktro är det en vanlig föreställning att mördade personer går igen. På Stora Nygatan 1 i Hultgrenska huset, i en liten kammare en trappa upp mot gården påstås det spöka. Om nätterna sägs det att en blodig vålnad vandrar fram och tillbaka. 
Även vid det gamla Rådhuset (idag Högsta domstolen) påstås det ha skett mystiska saker. Idag är den stensatta gården framför trappan upp till byggnaden begravd under plattorna som täcker HD:s gård. Innan markerade en blankare kullersten platsen där Fersen mördades. Trots olika omläggningar innan påstods stenen (oförklarligt) alltid ha återfunnits på samma plats. Idag går stenen inte att hitta.